# Geskel Saloman
Geskel Saloman (oprindelig Salomon) (1. april 1821 i Tønder – 5. juli 1902 i Båstad) var en dansk-svensk portræt- og genremaler, bror til Siegfried Saloman.
Geskel Saloman er søn af købmand Isak Salomon, der senere blev kantor ved den mosaiske menighed i København (1782 – 1848), og Veilchen født Geskel (1787 – 1836). Da forældrene flyttede til København, kom han på Kunstakademiet, hvor han 1846 vandt den lille sølvmedalje. Han var elev af J.L. Lund og har udstillet siden 1843, deriblandt maleren Conrad Christian Bøhndels portræt og Thomas Overskous portræt, for hvilket han 1849 vandt den Neuhausenske Præmie. Et tilfældigt ophold i Göteborg førte til, at han fra 1850 forblev bosat i Sverige, hvor han fik indfødsret. I Göteborg nød han megen anseelse som portrætmaler, men udførte dog også genrebilleder, som han for en del udstillede i København. Han interesserede sig også for tegneundervisning og blev forstander for "Göteborgs Musei Rit- och Målarskola", nu Konsthögskolan Valand; men efter at han 1868 var blevet medlem af Kunstakademiet i Stockholm, følte han sig tiltrukket dér og flyttede dertil 1871. Der blev han viceprofessor og professor ved Akademiet og kongelig portrætmaler med løn. Saloman var en meget søgt portrætmaler i Sverige, men har ved siden deraf stillet sig stedse større opgaver, dels i genrebilleder, dels senere i historiske kompositioner eller nærmest, hvad man kalder den historiske genre, og han har endnu i sin høje alder bevaret sin friskhed og arbejdskraft. Et af hans tidligere arbejder, En Væverske med sit Barn (udstillet i København 1858), fik "mention honorable" på Salonen i Paris, hvor han studerede under Thomas Couture 1854-55. Et andet ældre billede, Nyheder fra Krimkrigen (1855), tilhører museet i Göteborg, medens En ung Pige med et Brev (1872) tilhører Nationalmuseum i Stockholm. Et i dekorativ henseende meget virkningsfuldt billede, om end ikke indholdsvægtigt nok til størrelsen, En sejrrig (fransk) Armés Hjemkomst (1879), blev skænket kong Oscar 2. af Sverige til hans sølvbryllup. Hans seneste arbejder er Gustav Vasa og Dalkarlene (1885) og Marsk Stigs Døtre (1893), hvilke tilhører Nationalmuseet i Stockholm, og endelig Ahasverus og Dødens Engel (udstillet 1896). Trods nogen svaghed i udførelsen savner navnlig de to sidste billeder dog ikke følelsesfuld poetisk virkning.
Saloman blev 1855 gift med Ida Jacobson (1828 – 1863) fra Göteborg, datter af bankier Morris Jacobson (1800 – 1870). Saloman har også optrådt som forfatter, især med studier over Venus fra Milo.
Portræt af biskop Tage Müller hænger i Ribe Domkirke. Portræt af amtmand, grev Sponneck hænger på Ribe Gl. Rådhus. 

## Galleri
- grev Sponneck, stiftamtmand i Ribe 1818-1852

## Ekstern henvisning
- Geskel Saloman på Kunstindeks Danmark/Weilbachs Kunstnerleksikon